# Орси, Марко
Марко Орси (итал. Marco Orsi; род. 11 декабря 1990 года, Будрио, Италия) — итальянский пловец, специализирующийся в плавании кролем. Бронзовый призёр чемпионата мира 2015 года, шестикратный чемпион Европы в 25-метровых бассейнах.

## Биография
Родился в городе Будрио, Италия. Впервые стал известен после чемпионата мира по водным видам спорта 2011 года в Шанхае, где плыл на дистанции 50 метров кролем. В первом раунде, проплыв за 22,16 секунды, занял 7 место и вышел в полуфинал. В полуфинале, проплыв за 22,13 секунды, занял 11 место и закончил соревнования.
Участник чемпионата Европы по водным видам спорта 2012 года в Дебрецене, где завоевал серебряную медаль в эстафете 4×100 метров кролем, в составе эстафеты плыли: Андреа Ролла, Микеле Сантуччи и Филиппо Маньини. Плыл на дистанции 50 метров кролем. В первом раунде, проплыв за 22,30 секунды, занял 2 место и вышел в полуфинал. В полуфинале, проплыв за 22,22 секунды, занял 3 место и вышел в финал. В финале проплыл за 22,22 секунды, таким образом занял 4 место.
Участник Летних Олимпийских игр 2012 года в Лондоне. Плыл на дистанции 50 метров кролем. В первом раунде, проплыв за 22,36 секунды, занял 19 место и закончил соревнования.
Участник чемпионата мира по водным видам спорта 2013 года в Барселоне. Плыл на дистанции 50 метров кролем. В первом раунде, проплыв за 22,61 секунды, занял 23 место и закончил соревнования.
Участник чемпионата Европы по водным видам спорта 2014 года в Берлине, где завоевал бронзовую медаль в кролевой эстафете 4×100 метров, в составе эстафеты так же плыли: Лука Дотто, Лука Леонарди и Филиппо Маньини. Плыл на дистанциях 50 и 100 метров кролем. На дистанции 50 метров в первом раунде, проплыв за 22,18 секунды, занял 1 место и вышел в полуфинал. В полуфинале, проплыв за 22,15 секунды, занял 8 место и вышел в финал. В финале проплыл за 22,09 секунды, таким образом занял 5 место. На дистанции 100 метров в первом раунде, проплыв 48,94 секунды, занял 6 место, но не вышел в полуфинал, так как его напарники по сборной Лука Леонарди и Лука Дотто заняли соответственно 1 и 2 место, а по регламенту чемпионата Европы в полуфинал могут проходить только 2 человека из сборной.
Участник чемпионата мира по водным видам спорта 2015 года в Казани, где завоевал бронзовую медаль в кролевой эстафете 4×100 метров, в составе эстафеты так же плыли: Лука Дотто, Микеле Сантуччи и Филиппо Маньини. Плыл на дистанциях 50 и 100 метров кролем. На дистанции 50 метров в первом раунде, проплыв за 22,03 секунды, занял 6 место и вышел в полуфинал. В полуфинале, проплыв за 21,86 секунды, занял 4 место и вышел в финал. В финале проплыл за 21,86 секунды, таким образом занял 5 место. На дистанции 100 метров в первом раунде, проплыв за 48,82 секунды, занял 13 место и вышел в полуфинал. В полуфинале, проплыв за 48,69 секунды, занял 14 место и закончил соревнования.